# 아카비라시
아카비라시(일본어: 赤平市)는 일본 홋카이도 소라치 종합진흥국 중부 소라치강 유역에 있는 시이다. 일찍이 석탄 산업으로 번영했고 인구 59,430명(1960년 기준)의 도시였지만 석탄 생산의 쇠퇴로 인구가 급격히 감소했다. 현재는 지역 경제의 재건을 위해 관광 산업에 힘쓰고 있다.

## 이름의 유래
‘아카비라’란 이름은 아이누어로 “산과 언덕에 있는 낭떠러지”를 의미하는 ‘아카피라’(アカピラ)에서 유래한다.

## 지리
홋카이도 소라치 종합진흥국 관내 중앙부에 위치한다. 소라치강이 동쪽에서 서쪽을 향해 사행하면서 흐르고 있다. 예전에는 우타시나이 방면에서 모시리로 개척이 진행되었지만, 현재는 소라치강가에 시가지가 펼쳐져 있다.

## 역사
- 1922년 4월 1일 - 우타시나이촌에서 분리되어 소라치군 아카비라촌이 성립했다.
- 1943년 2월 11일 - 정으로 승격했다.
- 1954년 7월 1일 - 시로 승격했다.

## 교통

### 철도
- 홋카이도 여객철도 네무로 본선

### 도로
- 국도 38호선

## 자매 도시
- 대한민국 강원특별자치도 삼척시(1997년)
- 중국 후난성 미뤄시(1999년)